# Kyle Randall
Kyle Mychal Randall (Youngstown, Ohio, 10 de septiembre de 1991) es un baloncestista estadounidense que pertenece a la plantilla de los Delaware Blue Coats de la G League. Con 1,85 metros de estatura, juega en la posición de base.

## Trayectoria deportiva

### Universidad
Jugó tres temporadas con los Spartans de la Universidad de Carolina del Norte en Greensboro, en las que promedió 8,2 puntos, 2,2 rebotes y 2,5 asistencias por partido. En su primera temporada fue incluido por la prensa y los entrenadores en el mejor quinteto freshman.
En 2012 fue transferido a los Central Michigan de la Universidad de Míchigan Central, donde jugó una  última temporada en la que promedió 18,7 puntos, 3,5 rebotes y 2,5 asistencias por partido, siendo incluido en el segundo mejor quinteto de la Mid-American Conference.

### Profesional
Tras no ser elegido en el Draft de la NBA de 2013, fue invitado a jugar las Ligas de Verano de la NBA por los Sacramento Kings, pero acabó firmando por los Fort Wayne Mad Ants de la NBA D-League, con los que disputó 28 partidos como suplente, promediando 4,3 puntos y 2,4 asistencias. Tras ser despedido, en marzo fichó por los Canton Charge, donde acabó la temporada.
La temporada siguiente la jugó en los Rochester Razorsharks de la Premier Basketball League, una liga menor, de donde marchó a Mongolia y de ahí, en octubre de 2016, al KK Konstantin serbio, equipo en el que promedió 16,5 puntos y 3,9 rebotes jugando como titular.
El 31 de octubre de 2017 fue adquirido por los Lakeland Magic de la G League.